# بشیر صالحی مگاشی
بشیر صالحی مگاشی (انگلیسی: Bashir Salihi Magashi) فرمانده نظامی، وکیل و سیاست‌مدار اهل نیجریه است، که هم‌اکنون به‌عنوان وزیر دفاع نیجریه فعالیت می‌کند.